# Васильків Руслан Борисович
Руслан Борисович Васильків (нар. 8 січня 1973) — радянський та український футболіст, захисник.

## Життєпис
Футболом розпочав займатися під час служби в армії, у 1991 році в складі одеського СКА. 7 травня 1992 року в грі з луганською «Зорею» дебютував у вищій лізі чемпіонату України. У 1993 році грав у міні-футбольній команді СК «Південний». Потім виступав у другій команді «Чорноморця», а 25 липня 1995 року дебютував у першій команді одеситів у поєдинку 1-о туру Вищої ліги проти криворізького «Кривбаса». Руслан вийшов на поле на 58-й хвилині, замінивши Віталія Колесниченка. У складі одеситів став учасником Кубку УЄФА. У складі «пивоварів» — бронзовий призер чемпіонату України в першій лізі (2001/02), це досягнення надало «Оболоні» право виступати в наступному сезоні у вищій лізі. На початку 1996 року став гравцем СК «Миколаїв». На початку 1998 року повернувся до СК «Одеси», а потім — до одеського «Чорноморця». У 2000 році захищав кольори «Портовика» (Іллічівськ). У 2001 році перейшов до сумського «Спартака». Влітку 2001 перейшов до київської «Оболоні». Взимку 2003 року повернувся до Одеси, де потім виступав у клубі «Реал» (Одеса), а також в аматорських клубах «Іван» (Одеса), ФК «Біляївка», «Юнга-Дністер» (Одеса) та «Торпедо» (Одеса). У складі «Івана» — чемпіон України серед аматорських команд (2005). У 2007 році завершив кар'єру футболіста.

## Досягнення

### Клубні
- Вища ліга чемпіонату України
  -  Срібний призер (1): 1996

- Перша ліга чемпіонату України
  -  Бронзовий призер (1): 2001/02

- Аматорський чемпіонат України
  -  Чемпіон (1): 2005